# Krzywicze (rejon miadzielski)
Krzywicze (biał. Крывічы) – osiedle typu miejskiego na Białorusi w rejonie miadzielskim obwodu mińskiego, ok. 1,3 tys. mieszkańców (2010).
Działają tu dwie parafie – prawosławna (pw. Świętej Trójcy) i rzymskokatolicka (pw. św. Andrzeja Apostoła).

## Historia
W czasach zaborów wieś w powiecie wilejskim, w guberni wileńskiej Imperium Rosyjskiego. W 1865 roku liczyła 200 mieszkańców w 40 domach. Gniazdo rodu Kiszków. Pod koniec XIX wieku własność Szykowskich.
Za II RP siedziba wiejskiej gminy Krzywicze.
W latach 1921–1945 miasteczko leżało w Polsce, w województwie wileńskim, w powiecie wilejskim, w gminie Krzywicze.
Według Powszechnego Spisu Ludności z 1921 roku zamieszkiwały tu 623 osoby, 241 było wyznania rzymskokatolickiego, 84 prawosławnego,1 ewangelickiego, 278 mojżeszowego a 19 mahometańskiego. Jednocześnie 530 mieszkańców zadeklarowało polską, a 93 białoruską przynależność narodową. Były tu 92 budynki mieszkalne. W 1931 w 146 domach zamieszkiwało 901 osób.
Wierni należeli do miejscowej parafii prawosławnej i rzymskokatolickiej. Miejscowość podlegała pod Sąd Okręgowy w Wilnie; mieścił się tu Sąd Grodzki i urząd pocztowy który obsługiwał znaczną część terenu gminy.
W wyniku napaści ZSRR na Polskę we wrześniu 1939 miejscowość znalazła się pod okupacją sowiecką. 2 listopada została włączona do Białoruskiej SRR. Od czerwca 1941 roku pod okupacją niemiecką. W 1944 miejscowość została ponownie zajęta przez wojska sowieckie i włączona do Białoruskiej SRR.
Od 1991 w składzie niepodległej Białorusi.
Na cmentarzu katolickim znajduje się kwatera polskich żołnierzy poległych podczas wojny polsko-bolszewickiej. Znajdują się na niej 93 mogiły, odnowione w 2019 r.
Podczas okupacji hitlerowskiej, w październiku 1941 roku Niemcy utworzyli getto dla żydowskich mieszkańców. Przebywało w nim około 1500 osób. We wrześniu 1942 roku Niemcy zlikwidowali getto, a Żydów zamordowano. 

## Ludzie związani z miejscowością
- Aleksander Chodźko – polski poeta, orientalista (iranista) i slawista,
- Jan Chodźko – polski powieściopisarz i dramaturg,
- Józef Chodźko – polski topograf i geodeta, wieloletni badacz Kaukazu,
- Michał Chodźko – polski poeta i publicysta
- Jerzy Faryno – polski slawista (ur. 1941 w Uzdrygołowiczach)

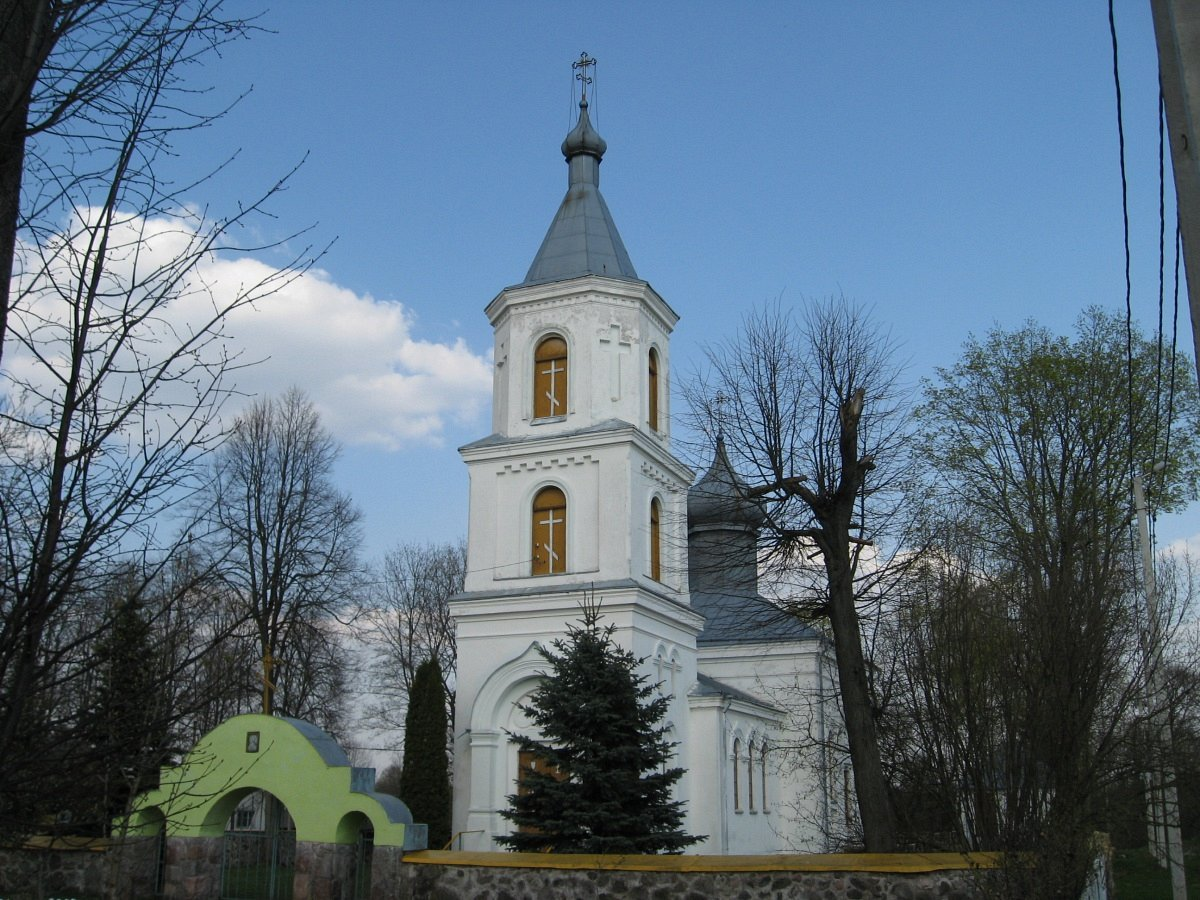
Cerkiew prawosławna pw. Świętej Trójcy
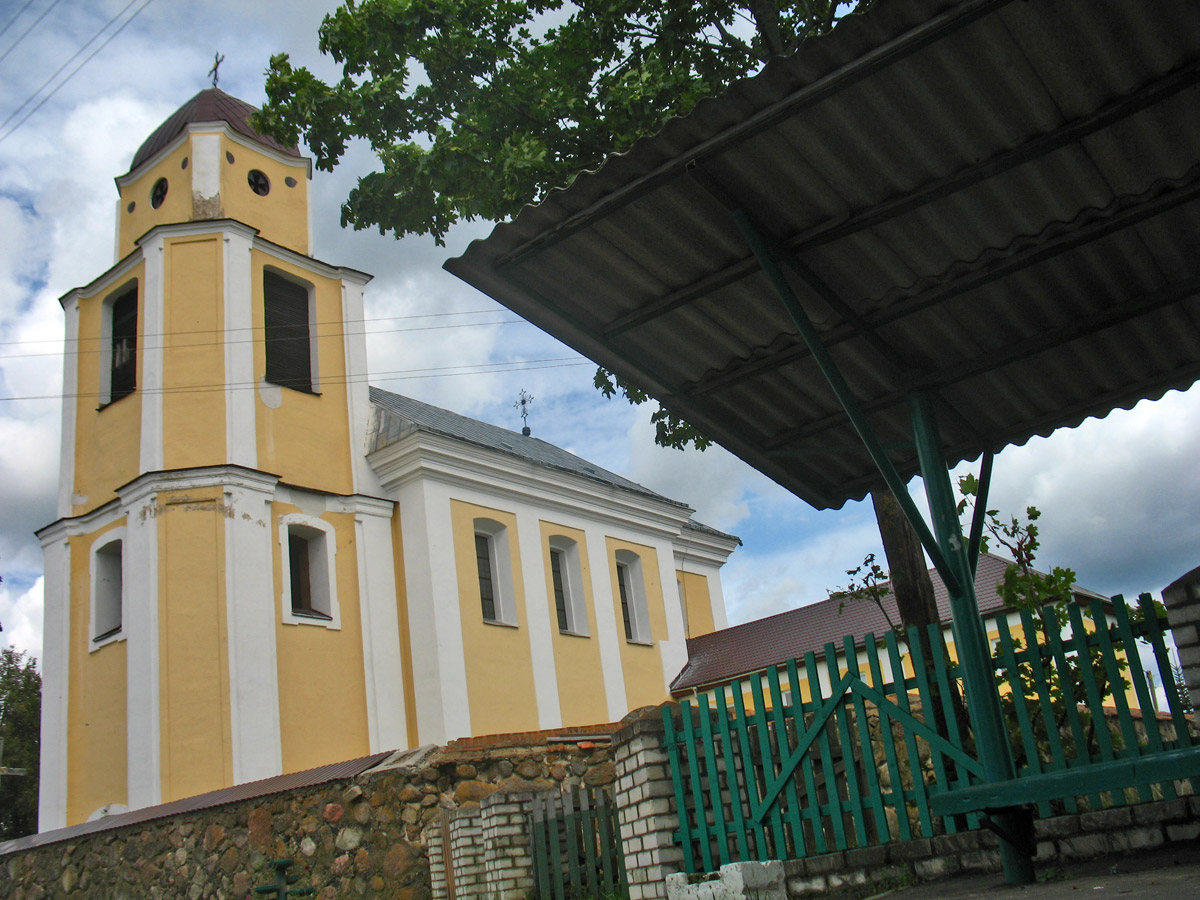
Kościół rzymskokatolicki pw. św. Andrzeja Apostoła

1. ↑  Przynależność wojewódzka zmieniała się. Wieś leżała w województwie nowogródzkim (1921–1922), w Ziemi Wileńskiej (1922–1926) i w województwie wileńskim (od 1926).